# Steve Butler
Steve P. Butler (* 27. Juni 1963) ist ein ehemaliger englischer Badmintonspieler.

## Karriere
Steve Butler gewann 1981 bei der Junioren-Europameisterschaft zwei Medaillen. Ein Jahr später holte er sich zwei Titel bei den Czechoslovakian International. Bei der Europameisterschaft 1990 erkämpfte er sich mit Bronze seinen größten sportlichen Erfolg. Nach seiner aktiven Karriere war er als Badmintontrainer unter anderem als Headcoach in den USA tätig.

## Sportliche Erfolge
| Saison   | Veranstaltung                             | Disziplin    | Platz | Name                         |
| -------- | ----------------------------------------- | ------------ | ----- | ---------------------------- |
| 1981     | Junioren-Europameisterschaft              | Herreneinzel | 2     | Steve Butler                 |
| 1981     | Junioren-Europameisterschaft              | Mixed        | 3     | Steve Butler / Fiona Elliott |
| 1982     | Welsh International                       | Herreneinzel | 1     | Steve Butler                 |
| 1982     | Czechoslovakian International             | Herrendoppel | 1     | Steve Butler / Nigel Tier    |
| 1982     | Czechoslovakian International             | Herreneinzel | 1     | Steve Butler                 |
| 1982     | England: Einzelmeisterschaft der Junioren | Herreneinzel | 1     | Steve Butler                 |
| 1982/IBF | Thailändische Meisterschaft               | Herreneinzel | 1     | Steve Butler                 |
| 1983     | Welsh International                       | Herreneinzel | 1     | Steve Butler                 |
| 1984     | Welsh International                       | Herreneinzel | 1     | Steve Butler                 |
| 1988     | Canadian Open                             | Herreneinzel | 1     | Steve Butler                 |
| 1990     | Europameisterschaft                       | Herreneinzel | 3     | Steve Butler                 |
| 1991     | Canadian Open                             | Herreneinzel | 1     | Steve Butler                 |
| 1991     | US Open                                   | Herreneinzel | 1     | Steve Butler                 |
| 1992     | Norwegen: Internationale Meisterschaften  | Herreneinzel | 1     | Steve Butler                 |
| 1992     | Polish International                      | Herreneinzel | 1     | Steve Butler                 |
| 1993     | Iceland International                     | Herreneinzel | 1     | Steve Butler                 |
| 1993     | Scottish Open                             | Herreneinzel | 1     | Steve Butler                 |